# جورج شلهوب
جورج شلهوب (انگلیسی: George Chalhoub; ۲۸ اوت ۱۹۳۱ – ۱۵ ژانویهٔ ۲۰۱۴) بازیکن بسکتبال اهل مصر بود.